# Roberto Ortega Olmedo
 Roberto Ortega Olmedo  nacido el 30 de abril de 1991 es un tenista profesional español. Su ranking más alto a nivel individual fue el puesto n.º 232, alcanzado el 27 de octubre de 2019. A nivel de dobles alcanzó el puesto n.º 252 el 17 de febrero de 2014.

## Carrera
Ha ganado hasta el momento cinco torneos futures en individuales y siete en dobles.
En el año 2010 gana su primer título oficial, en la modalidad de dobles se adjudica el torneo future España F30 junto a Abraham González.

### 2013
En el mes de abril gana su primer título en individuales al triunfar en el España F9 derrotando en la final a Gerard Granollers por 6-0, 5-7, 6-3. Y conquistando su segundo título en individuales en noviembre en el torneo Spain F40, donde derrotó en la final a José Checa Calvo por un doble 7-5.
Más tarde, junto a Ricardo Villacorta como compañero gana el future de Portugal F5 y Portugal F8, los torneos Portugal F11 y Spain F39 junto a Carlos Boluda y uno más con José Checa Calvo en el torneo Spain F38.

### 2014
Durante este 2014 ha conseguido conquistar 3 títulos futures en individuales. El primer título llegó en el mes de marzo en el torneo Malaysia F1 donde solo cedió dos juegos en la final contra Carlos Boluda-Purkiss con el resultado de 6-0, 6-2. Su segundo título solo se hizo esperar dos meses, ya en territorio español ganó al colombiano Juan Sebastian Gómez con el resultado de 7-5, 6-1 en el torneo Spain F11. El tercer, y por ahora último título en individuales, ha sido en el torneo Spain F22 en el mes de agosto donde ganó la final contra el francés Antoine Escoffier, donde el resultado fue 6-3, 6-2.
Cabe destacar que tanto en el torneo Spain F11 y Spain F22 no cedió ni un set en ningún partido y rompió el maleficio de no ganar un título cuando partía como cabeza de serie.
En torneos de dobles, durante este 2014, ha conseguido un título a principios de año jugando con Carlos Boluda-Purkiss en Turquía, donde disputaron el torneo Turkey F1 y ganaron la final con el resultado de 6-1, 6-2.
Actualmente, a fecha de 24 de septiembre de 2014, se encuentra en al posición 264 del ranking de individuales y en el puesto 333 en el ranking de dobles.

### 2018
El 18 de marzo perdió en la final del ITF de Portugal F4 ante Alejandro Davidovich Fokina por 5-7 6-4 1-6.

## Títulos ATP; 0

### Individuales(0)
| Legenda                   |
| Grande Slam (0)           |
| ATP World Tour Finals (0) |
| ATP Masters 1000 (0)      |
| ATP World Tour 500 (0)    |
| ATP World Tour 250 (0)    |
| ATP Challenger Series (0) |
| Futures (5)               |

### Dobles (0)
| Legenda                   |
| Grande Slam (0)           |
| ATP World Tour Finals (0) |
| ATP Masters 1000 (0)      |
| ATP World Tour 500 (0)    |
| ATP World Tour 250 (0)    |
| ATP Challenger Series (0) |
| Futures (7)               |